# 克明麵業
克明麵業（深交所：002661）是中華人民共和國的上市公司，湖南省食品大廠，市场占有率名列全中国挂面行业第一。

## 历史
該公司创于1984年，创始人陈克明；湖南省益阳市南县人士，是以生产“陈克明系列面条”進入市場發跡，在改革開放初期的較粗放混亂的市場經濟中，首先開始經營農產食品品牌化的戰略，目前有拥有湖南益阳、河南遂平、延津、湖北武汉、湖南岳阳、成都四川等地分廠，年生产能力达24万吨。目前產品有营养、强力、如意、高筋、礼品、儿童六大系列。
2001年通過ISO9001：2000認證，2012年在深圳证券交易所挂牌上市，2014年成立“克明商学院”培訓中心。

## 照片
- 克明面业长沙市总部大楼
- 克明面业长沙市工厂